# Колібрі-кокетка плямисточубий
Колі́брі-коке́тка плямисточубий (Lophornis stictolophus) — вид серпокрильцеподібних птахів родини колібрієвих (Trochilidae). Мешкає в Андах.

## Опис
Довжина птаха становить 6,4-6,9 см. У самців верхня частина тіла бронзово-зелена, надхвістя пурпурово-бронзове, на надхвісті біла смуга. На тімені короткий, рудий з чорним кінчиком чуб. Горло райдужно-зелене, деякі пера на ньому мають білі кінчики. На щоках з боків є короткі пучки рудих пер, поцятковані райдужними зеленими плямками. Решта нижньої частини тіла бронзово-зелена. центральні стернові пера зелені, решта стернових пер рудувато-коричневі з чорними кінчиками. Дзьоб короткий, прямий, червоний з чорним кінчиком.
У самиць чуб і пучки пір'я на щоках відсутні, горло у них білувате, поцятковане рудими плямами. Нижня частина тіла коричнева, поцяткована зеленими плямами. Центральні стернові пера у них зелені, решта стернових пер коричнюваті з чорною смугою на кінці і охристими кінчиками. Забарвлення молодих птахів є подібне до забарвлення самиць, однак горло у них сірувате.

## Поширення і екологія
Плямисточубі колібрі-кокетки мешкають у Венесуелі, Колумбії, Еквадорі і Перу. Вони живуть на узліссях вологих тропічних лісів, на галявинах, у вторинних заростях і саванах. Зустрічаються на висоті від 500 до 1300 м над рівнем моря. Живляться нектаром квітучих рослин, зокрема з родів Inga і Lantana та з родин вербенових і миртових. Також вони доповнюють свій раціон комахами, яких ловлять в польоті.
Сезон розмноження на Тринідаді припадає на сухий сезон з січня по квітень, в Гаяні з грудня по березень. Гніздо невелике, чашоподібне, робиться з тонких, м'яких волокон, розміщується на висоті 2 м над землею. В кладці 2 яйця. Інкубаційний період триває 13-14 днів, пташенята покидають гніздо через 20 днів після вилуплення.